# Blackburneus dubitabilis
Blackburneus dubitabilis är en skalbaggsart som beskrevs av S. Endrödi 1967. Blackburneus dubitabilis ingår i släktet Blackburneus och familjen Aphodiidae. Inga underarter finns listade.